# Oncoratón
El Oncorratón o Ratón de Harvard es un tipo de ratón de laboratorio que ha sido genéticamente modificado utilizando modificaciones diseñadas por Philip Leder y Timothy Stewart, de la Universidad de Harvard para ser portador de un gen específico que lo hace desarrollar cáncer rápidamente. Este oncogén activado incrementa significativamente la susceptibilidad del ratón para enfermar de cáncer, y por lo tanto hace que el ratón sea más apto para ser utilizado en investigaciones científicas sobre el cáncer. El titular de los derechos de propiedad intelectual es DuPont. "OncoMouse" es una marca registrada. 

## Controversias de propiedad intelectual sobre el Oncorratón
Aplicaciones de patentes fueron solicitadas a mediados de 1980 en numerosos países, tales como Estados Unidos, Canadá, y en el continente europeo a través de la Oficina de Patentes Europea, y también en Japón.

### Procedimientos de patentes

#### Canadá
En Canadá, la Corte Suprema de Justicia rechazó en 2002 la patente en el caso Harvard College v. Canadá (Comisionado de Patentes), rechazando así un veredicto de la Corte Federal de Apelaciones de Canadá que había emitido un fallo positivo en favor de la patente. Sin embargo, el 7 de octubre de 2003, se le concedió a la Universidad de Harvard una patente con el número 1.341.442. La patente fue modificada para omitir las reivindicaciones sobre la "composición de materiales" de los ratones transgénicos. La Corte Suprema de Canadá había rechazado la aplicación de la patente sobre todas las reivindicaciones, pero la ley de patentes de Canadá permitía que las reivindicaciones que fueran enmendadas podían obtener protección bajo reglas anteriores al GATT, por lo tanto, la patente permanece válida hasta 2020.

#### Europa
La aplicación 85304490.7 fue presentada en junio de 1985 por el presidente de la Universidad de Harvard. Fue rechazada inicialmente en 1989 por una división examinadora de la Oficina de Patentes de Europa, entre otras razones porque la Convención Europea de Patentes excluía la patentabilidad de seres vivos en sí mismos. La decisión fue apelada y el procedimiento de apelación frente a la Oficina de Patentes de Europa sostuvo que las variedades animales estaban excluidas de patentabilidad por la Convención, especialmente en su artículo 53, pero que los animales en tanto tales no estaban excluidos de la patentabilidad. La División Examinadora concedió finalmente la patente en 1992, y su número de publicación es 0169672.
La patente europea sufrió luego un proceso de oposición por parte de terceros, más específicamente, tuvo 17 oponentes que se basaron en los argumentos expuestos en el artículo 53 de la Convención, según el cual "la publicación o la explotación de invenciones que sean contrarias al orden público o a la moralidad están excluidas de la patentabilidad". Luego de que se llevaran a cabo procedimientos orales en noviembre de 2001, la patente fue mantenida aunque enmendada. Esta decisión fue apelada nuevamente y la decisión de apelación se tomó finalmente el 6 de julio de 2004. El caso fue remitido a primera instancia, con la orden de mantener la patente en una forma nuevamente enmendada. Sin embargo, el 16 de agosto de 2006, más de 20 años después de que se llenara el formulario de solicitud, la patente fue revocada por fallar en el pago de regalías y por no haber completado las traducciones de las reivindicaciones que se solicitaban, según los artículos 63 y 58 de la Convención Europea de Patentes.

#### Estados Unidos
En 1988, la Oficina de Patentes y Marcas de Estados Unidos le garantizó a la Universidad de Harvard la patente 4736866 (solicitada el 22 de junio de 1988, expedida el 12 de abril de 1988, con fecha de vencimiento el 12 de abril de 2005), bajo la reivindicación de "un mamífero transgénico no humano cuyas células madres y somáticas contienen una secuencia oncogenética activada introducida en él". La reivindicación excluía explícitamente a los humanos, aparentemente para reflejar las preocupaciones legales y morales sobre el patentamiento en seres humanos y en la modificación del genoma humano. Ninguna corte de Estados Unidos tuvo que decidir sobre la validez de esta patente. Dos patentes separadas fueron emitidas a la Universidad de Harvard que cubre métodos para proporcionar un cultivo celular de un transgénico animal no humano (patente 5.087.571, solicitada el 22 de marzo de 1988, resuelta el 11 de febrero de 1992, con fecha de expiración el 11 de febrero de 2009) y métodos de testeo utilizando un ratón transgénico con expresión oncogénica (patente 5.925.803, solicitada el 19 de septiembre de 1991, resuelta el 20 de julio de 1999, con fecha de vencimiento el 20 de julio de 2016).